# 寬腹姬鬼蛛
寬腹姬鬼蛛（学名：Neoscona fuscocoloratus）为金蛛科姬鬼蛛屬下的一个种。